# آكل العسل أصفر العجز
آكل العسل أصفر العجز (الاسم العلمي: Meliphaga flavirictus) (بالإنجليزية: Yellow-gaped Honeyeater)‏ هو نوع من الطيور يتبع جنس آكل العسل من فصيلة آكلات العسل.